# Râul Pava
Râul Pava este un curs de apă, afluent al Râului Zăbala. 